# Collectio Thessalonicensis
Die Collectio (ecclesiae) Thessalonicensis ist eine kleine Kanones-Sammlung aus dem Jahr 531, die päpstliche und kaiserliche Schreiben zur Kirchenverfassung von Illyricum enthält.
Die Sammlung soll auf einer (sonst nicht belegten) römischen Synode von 531 von griechischen Bischöfen vorgelegt worden sein, um die Jurisdiktion der römischen Kirche in Illyricum zu belegen. Die Sammlung ist nur in einer Handschrift aus dem neunten Jahrhundert (BAV, Vat. lat. 5751) als Teil der Synodalakten überliefert und auch hier nur fragmentarisch. Allerdings gibt es mehrere Hinweise auf eine Benutzung der Sammlung im 8. und 9. Jahrhundert durch Päpste und Konzilien, und noch Lukas Holste könnte eine vollständigere Handschrift als Vat. lat. 5751 gekannt haben.
Das erhaltene Dossier enthält 24 Schreiben der Päpste von Damasus (366–384) bis zu Leo I. (440–461) sowie einen Briefwechsel zwischen den Kaisern Flavius Honorius und Theodosius II. (nach 421) und zwei Briefe an Papst Leos I. Eines der enthaltenen Stücke, ein Reskript Theodosius’ II.,  wurde von Theodor Mommsen als Fälschung erwiesen. Die vollständige Fassung der Thessalonicensis scheint Schreiben weiterer Päpste von Hilarius bis Hormisdas enthalten zu haben.
Die editio princeps durch Lukas Holste erschien postum 1662 unter dem Titel Collectio Romana bipartita. Die Sammlung wurde von den Ballerini für ihre Ausgabe der Werke Leos des Großen verwendet und in der Einleitung in Collectio ecclesiae Thessalonicensis umbenannt. Karl (von) Silva-Tarouca S.J. legte 1937 eine kritische Edition vor und verwendete den bis heute gängigen Titel Collectio Thessalonicensis.

## Edition
- Epistularum Romanorum Pontificum ad Vicarios per Illyricum aliosque Episcopos. Collectio Thessalonicensis ad fidem Codicis Vat. Lat. 5751, ed. C. Silva-Tarouca (= Textus et Documenta, Bd. 23), Pontificia Università Gregoriana, Rom 1937. (Digitalisat)